# KPNA3
KPNA3‏ (Karyopherin subunit alpha 3) هوَ بروتين يُشَفر بواسطة جين KPNA3 في الإنسان.